# Carcaixent
Carcaixent (em valenciano e oficialmente) ou Carcagente (em castelhano) é um município da Espanha na província de Valência, Comunidade Valenciana. Tem 59,3 km² de área e em 2021 tinha 467 habitantes (densidade: 7,9 hab./km²).

## Monumentos principais
- Mosteiro de Águas Vivas (séculos XVI–XVII)
- Rota dos Mosteiros de Valência